# Danny Pate
Danny Pate (Colorado Springs, 24 de marzo de 1979) es un ciclista estadounidense que fue profesional desde 2000 hasta agosto de 2018.

## Biografía
Después de correr dos temporadas con un patrocinador individual, Danny Pate se unió al equipo profesional de Saeco en 2000. Este experimento fue de corta duración, ya que su contrato no se renovó al año siguiente. A pesar del título de campeón del Mundo contrarreloj de menores de 23 años que adquirió en 2001, Pate no es reclutado por un equipo de élite mundial y debe permanecer en los Estados Unidos en la modesta formación de la Prime Alliance Cycling Team, corriendo en la GSII, la tercera división de los equipos de ciclismo profesional. A continuación, cambia de equipos varias veces entre el equipo Health Net en 2004 (GSII) y a continuación, el Jelly Belly en 2005 (equipo continental). Este año, es por segunda vez, segundo en el Campeonato de Estados Unidos de Ciclismo en Ruta.
En 2006, Danny Pate fue reclutado por el equipo TIAA-CREF de Jonathan Vaughters. Ganó la contrarreloj del Tour de Beauce y consigue buenos lugares en eventos europeos como el Tour de Limousin o el Tour de l'Ain. En 2007, queda a un segundo por detrás del ganador David Zabriskie en el Campeonato de Estados Unidos Contrarreloj.
Su equipo, por su parte convertido en el Slipstream Chipotle, se convierte en equipo continental profesional en 2008, y por lo tanto tiene acceso a carreras de nivel superior. Danny Pate participa así en la París-Niza.
Para la temporada 2011 fichó por el equipo estadounidense HTC-Highroad. El corredor basó su decisión en que su anterior equipo había decidido no incluirlo en carreras para las que él se consideraba capacitado, circunstancia que se le antojaba desmotivadora.
En octubre de 2011 se confirmó el fichaje por el equipo Sky Procycling Inglés por dos temporadas, uniéndose con sus antiguos compañeros Mark Cavendish, Bernhard Eisel y Kanstantsin Siutsou del equipo americano HTC-Highroad, equipo que desaparecería en 2012.

## Palmarés
2001
- Tríptico de las Ardenas
- Campeonato Mundial Contrarreloj sub-23

2002
- 2.º en el Campeonato de Estados Unidos en Ruta

2005
- 2.º en el Campeonato de Estados Unidos en Ruta

2006
- 1 etapa de la FBD Insurance Rás
- 1 etapa del Tour de Beauce
- 3.º en el Campeonato de Estados Unidos en Ruta

2007
- 1 etapa del Tour de Missouri
- 2.º en el Campeonato de Estados Unidos Contrarreloj

2008
- 3.º en el Campeonato de Estados Unidos en Ruta

## Resultados en Grandes Vueltas y Campeonatos del Mundo
| Carrera         | Carrera         | 2000 | 2001 | 2002 | 2003 | 2004 | 2005 | 2006  | 2007 | 2008  | 2009  | 2010 | 2011  | 2012  | 2013  | 2014  | 2015 | 2016 | 2017 | 2018 |
| --------------- | --------------- | ---- | ---- | ---- | ---- | ---- | ---- | ----- | ---- | ----- | ----- | ---- | ----- | ----- | ----- | ----- | ---- | ---- | ---- | ---- |
|                 | Giro de Italia  | —    | —    | —    | —    | —    | —    | —     | —    | 137.º | 144.º | —    | —     | —     | 134.º | —     | —    | —    | —    | —    |
|                 | Tour de Francia | —    | —    | —    | —    | —    | —    | —     | —    | 92.º  | 141.º | —    | 165.º | —     | —     | 153.º | —    | —    | —    | —    |
|                 | Vuelta a España | —    | —    | —    | —    | —    | —    | —     | —    | —     | —     | —    | —     | 147.º | —     | —     | —    | —    | —    | —    |
| Mundial en Ruta | Mundial en Ruta | Ab.  | —    | —    | —    | —    | —    | 118.º | —    | —     | —     | 80.º | —     | —     | —     | —     | —    | —    | —    | —    |

―: no participa

Ab.: abandono

## Equipos
- Saeco-Valli & Valli (2000)
- Prime Alliance Cycling Team (2001-2003)
- Health Net Pro Cycling Team presented by Maxxis (2004)
- Jelly Belly-Pool Gel (2005)
- Team TIAA-CREF (2006)
- Slipstream/Garmin (2007-2010)
  - Team Slipstream (2007)
  - Garmin-Chipotle presented by H3O (2008)
  - Garmin-Slipstream (2009)
  - Garmin-Transitions (2010)
- HTC-Highroad (2011)
- Sky (2012-2015)
  - Sky Procycling (2012-2013)
  - Team Sky (2014-2015)
- Rally Cycling (2016-08.2018)